# سیستم خردکن
سیستم خردکن(به آلمانی: Systemsprenger) یک فیلم درام آلمانی کارگردانی نورا فینگشایدت محصول سال ۲۰۱۹ است. داستان زندگی بچه‌ای را روایت می‌کند که از حضور در اجتماع طفره رفته و بیشترین حس خوشبختی را وقتی دارد که به انزوا رانده می‌شود…